# Gerd Mattern
Gerd Mattern (* 14. September 1943) ist ein deutscher ehemaliger Fußballspieler. In den 1960er-Jahren spielte er in Zwickau in der DDR-Oberliga, der höchsten Liga im DDR-Fußball. 

## Sportliche Laufbahn
Zur Saison 1965/66 wechselte der knapp 22-jährige Gerd Mattern vom drittklassigen Bezirksmeister Motor Brand-Langenau zur Betriebssportgemeinschaft (BSG) Motor Zwickau in die DDR-Oberliga. Nachdem er noch vor Saisonbeginn in einem Testspiel als Verteidiger eingesetzt worden war, bestritt Mattern sein erstes Oberligaspiel am 4. Spieltag als Stürmer. Das erste Oberligator erzielte er drei Spieltage später. Bis zum Saisonende kam Mattern in neun Punktspielen zum Einsatz, bei denen immer wieder längere Pausen dazwischen lagen. 1966/67 wurde Mattern in acht Oberligabegegnungen aufgeboten, die alle in der Hinrunde ausgetragen wurden. Hauptsächlich wieder als Stürmer spielend, gelang ihm erneut ein Treffer. Die BSG Motor wurde in dieser Spielzeit Pokalsieger, und Mattern war daran mit Einsätzen in der Vorrunde, im Achtel- und im Viertelfinale beteiligt. Beim 3:0-Sieg im Achtelfinale gegen den 1. FC Lokomotive Leipzig steuerte er das Tor zum 1:0 bei. Seine torreichste Saison bestritt Mattern 1967/68. In der Oberliga-Hinrunde, in der er regelmäßig im Angriff spielte, kam er auf acht Einsätze und erzielte drei Tore. Außerdem bestritt er das Vorrundenspiel im Europapokal der Pokalsieger 1967/68 gegen Torpedo Moskau. In der Rückrunde, in der seine Mannschaft unter der neuen Bezeichnung BSG Sachsenring antrat, fiel er aus der Stammelf. Er wurde nur noch in fünf Oberligaspielen eingesetzt, wobei er nur eine Partie über die volle Spieldauer absolvierte. 1968/69 spielte Mattern zunächst in der Hinrunde gar nicht. In der Rückrunde war er in drei Oberligaspielen nur Einwechselspieler, wurde danach aber, als die BSG Sachsenring die DDR-Liga-Mannschaft von Aktivist Zwickau als Sachsenring II übernommen hatte, in den verbliebenen sieben DDR-Liga-Spielen fünfmal als Abwehrspieler eingesetzt. Sowohl in der Oberliga wie auch in der DDR-Liga kam Mattern jeweils zu einem Tor. 
Im Sommer 1969 wurde Mattern bei Sachsenring Zwickau entlassen und wechselte in die drittklassige Bezirksliga zur BSG Wismut Pirna-Copitz. Mit ihr stieg er zur Spielzeit 1971/72 in die DDR-Liga auf und bestritt dort zwei Spielzeiten. In der ersten Saison war er uneingeschränkt Stammspieler. Er wurde in den 20 Ligaspielen 19-mal eingesetzt, spielte durchgehend im Mittelfeld und kam zu drei Torerfolgen. In der Saison 1972/73 wurde Mattern in die Verteidigung umgesetzt und bestritt dort 14 der 22 Ligaspiele. Zu weiteren Toren kam er nicht mehr. 
Nach dem Ende der Saison 1972/73 beendete Gerd Mattern im Alter von 29 Jahren seine Karriere als Leistungsfußballer. Innerhalb von sechs Spielzeiten hatte er 33 Oberligaspiele mit sechs Toren und 38 DDR-Ligaspiele mit vier Toren absolviert. 